# Bergen Air Transport
Bergen Air Transport – norweskie linie lotnicze z siedzibą w Bergen działające do 2017. Oprócz lotów regularnych i czarterowych firma oferowała usługi serwisu samolotów.

## Historia

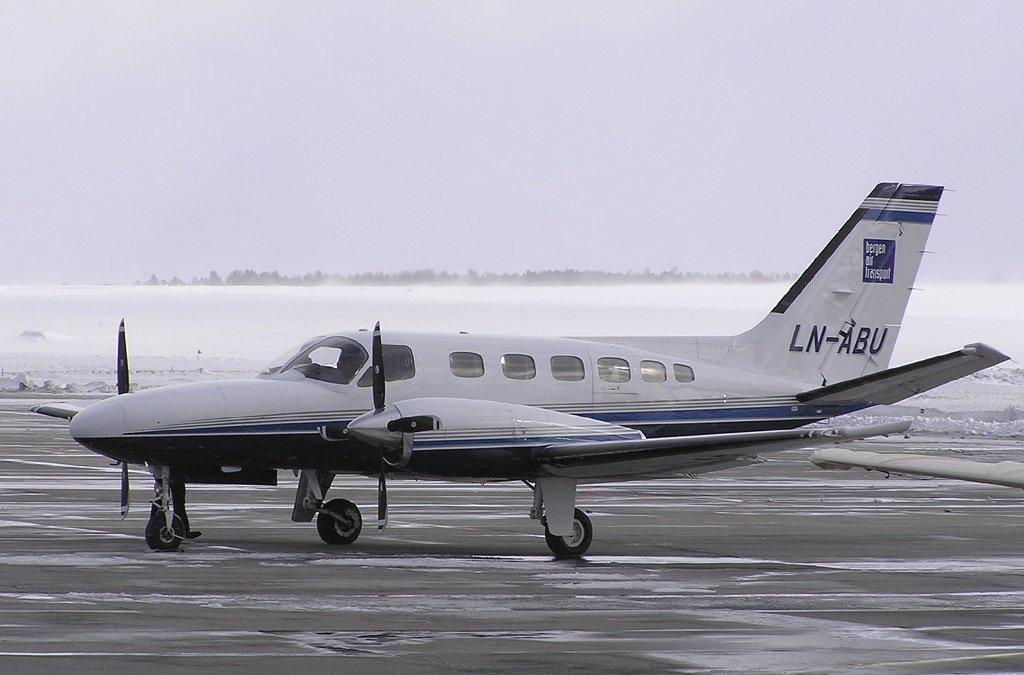
Cessna 441 w Porcie lotniczym w Gdańsku w 2005

Bergen Air Transport został założony w 1998 roku przez Geira Hellstena i Hakona Lie, działalność rozpoczął w roku następnym. Początkowe działania składały się z usług czarterowych, stosując Cessnę 421B. 
W 2000 firma otrzymuje samolot Cessnę 421C i rozpoczyna zaplanowaną trasę między Bergen i Notodden. W tym samym roku przewoźnik miał jedenaście pracowników, 2,600,000 NOK przychodów i przewiózł 1000 pasażerów, a rok później 1500. W okresie letnim w 2002, firma próbowała latać z Notodden do Kristiansund, lecz zostali zmuszeni do rezygnacji z powodu braku pasażerów. W 2004, Cessna 421 zastąpiono Cessna 441. W 2006, dwa Beechcraft King Air zostały zakupione, a ostatnie Cessny sprzedawane. 
20 listopada 2003 lotnisko w Notodden zostało zamknięte dla wszystkich regularnych lotów Norweskiego Urzędu Lotnictwa Cywilnego, z powodu braku wymogów bezpieczeństwa. Bergen Air Transport musiał przekierować wszystkie swoje samoloty do Portu lotniczego w Skien. Po inwestycji 500,000 NOK od linii lotniczych i 1.200.000 NOK od gminy, która jest właścicielem lotniska, regularne usługi rozpoczęto ponownie. 
W 2017 przewoźnik zakończył prowadzenie swojej działalności operacyjnej.